# Paranomala marginicollis
Paranomala marginicollis är en skalbaggsart som beskrevs av Bates 1888. Paranomala marginicollis ingår i släktet Paranomala och familjen Rutelidae. Utöver nominatformen finns också underarten P. m. valdecostata.